# Rodney Waschka II
Rodney Waschka II (* 1958) ist ein US-amerikanischer Komponist, der für seine algorithmischen Kompositionen bekannt ist.
Waschka studierte am Brooklyn College, am Institut für Sonology des Koninklijk Conservatorium Den Haag und erwarb seinen Doctor of Musical Arts an der University of North Texas. Zu seinen Lehrern zählten Larry Austin an der University of North Texas, Charles Dodge am Brooklyn College und Paul Berg, Clarence Barlow, Joel Ryan und George Lewis am Königlichen Konservatorium von Den Haag. Er hat auch bei Robert Ashley studiert.
Waschka lehrt an der North Carolina State University.

## Diskographie (Auswahl)
- 2013: Belgrade Overture Brno Filharmonie, Mikel Toms, dirigent
- 2011 and 2013: Winter Concerto London Schubert Players chamber orchestra, Anda Anastasescu, dirigent
- 2008: Reminded of Dickens
- 2007: Music for Strings, Newski Streichquartett
- 2007: Singing in Traffic, Steve Duke, sax
- 2007: Summer Concerto, Phil Barham, sax; Tennessee Tech Symphony Band, Joseph Hermann, dirigent
- 2007: Saint Ambrose, Steve Duke, sax